# Коле ди Вал д'Елса
Коле ди Вал д'Елса (итал. Colle di Val d'Elsa) је насеље у Италији у округу Сијена, региону Тоскана.
Према процени из 2011. у насељу је живело 16625 становника. Насеље се налази на надморској висини од 170 м.

## Становништво
| 1936.  | 1951.  | 1961.  | 1971.  | 1981.  | 1991.  | 2001.  | 2011.  |
| ------ | ------ | ------ | ------ | ------ | ------ | ------ | ------ |
| 11.052 | 12.063 | 12.884 | 14.812 | 16.050 | 17.040 | 19.521 | 21.256 |